# НСІ Рунавік
НСІ Рунавік (фар. Nes Sóknar Ítróttarfelag Runavík) — фарерський футбольний клуб із однойменного села, заснований 1957 року. Виступає у фарерській прем'єр-лізі

## Досягнення
- Чемпіон Фарерських островів (1): 2007
- Володар кубка Фарерських островів (3): 1986, 2002, 2017
- Володар суперкубка Фарерських островів (1): 2008

## Виступи в єврокубках
| Сезон   | Змагання        | Раунд | Клуб              | Вдома | На виїзді | В сукупності |
| ------- | --------------- | ----- | ----------------- | ----- | --------- | ------------ |
| 2003–04 | Кубок УЄФА      | КР    | Люн               | 1–3   | 0–6       | 1–9          |
| 2004    | Кубок Інтертото | 1Р    | Есб'єрг           | 0–4   | 1–3       | 1–7          |
| 2005–06 | Кубок УЄФА      | 1КР   | Металургс Лієпая  | 0–3   | 0–3       | 0–6          |
| 2008–09 | Ліга чемпіонів  | 1КР   | Динамо Тбілісі    | 1–0   | 0–3       | 1–3          |
| 2009–10 | Ліга Європи     | 1КР   | Русенборг         | 0–3   | 1–3       | 1–6          |
| 2010–11 | Ліга Європи     | 1КР   | Єфле              | 0–2   | 1–2       | 1–4          |
| 2011–12 | Ліга Європи     | 1КР   | Фулгем            | 0–0   | 0–3       | 0–3          |
| 2012–13 | Ліга Європи     | 1КР   | Діфферданж 03     | 0–3   | 0–3       | 0–6          |
| 2015–16 | Ліга Європи     | 1КР   | Лінфілд           | 4–3   | 0–2       | 4–5          |
| 2016–17 | Ліга Європи     | 1КР   | Шахтар Солігорськ | 0–2   | 0–5       | 0–7          |
| 2017–18 | Ліга Європи     | 1КР   | Динамо Мінськ     | 0–2   | 1–2       | 1–4          |
| 2018–19 | Ліга Європи     | 1КР   | Гіберніан         | 4–6   | 1–6       | 5–12         |
| 2019–20 | Ліга Європи     | ПР    | Балліміна Юнайтед | 0–0   | 0−2       | 0–2          |
| 2020–21 | Ліга Європи     | ПР    |                   |       |           |              |

Примітки
- ПР: Попередній раунд
- КР: Кваліфікаційний раунд
- 1КР: Перший кваліфікаційний раунд
- 1Р: Перший раунд